# Richard Stahlmann
Richard Stahlmann (* 15. Oktober 1891, als Artur Illner, in Königsberg; † 25. Dezember 1974 in Berlin) war ein Funktionär der KPD/SED und stellvertretender Leiter des Auslandsnachrichtendienstes Institut für wirtschaftswissenschaftliche Forschung (IWF) der DDR.

## Leben
Der aus einer Handwerkerfamilie stammende Illner absolvierte eine Tischlerlehre. Nach Kriegsdienst und britischer Gefangenschaft war er 1919 Mitglied des Soldatenrats in Königsberg und wurde Mitglied der KPD. Er machte eine rasche Karriere als Parteifunktionär und im militärpolitischen Apparat der Partei, seit 1923 im Militärischen Rat der KPD. 1924 emigrierte er in die Sowjetunion, nahm dort die sowjetische Staatsbürgerschaft an und wurde Mitglied der KPdSU. Nach weiterer militärpolitischer Ausbildung wurde er für einige Jahre als Agent der Kommunistischen Internationale (Komintern) und als Mitarbeiter in der GRU eingesetzt. Damit verbunden waren Auslandseinsätze in Frankreich, England, China, den Niederlanden und in der Tschechoslowakei. 1931/1932 war er Kursant der Internationalen Leninschule in Moskau und anschließend im illegalen Balkanbüro der Komintern in Berlin Sekretär von Georgi Dimitroff.
Im Spanischen Bürgerkrieg kämpfte er als Bataillonskommandeur bei den Internationalen Brigaden. Seit dieser Zeit trug er den Kampfnamen Richard Stahlmann. Während des Zweiten Weltkrieges leitete er von Schweden aus mit Herbert Wehner den kommunistischen Widerstand in Deutschland.
Nach dem Krieg übernahm er bei der SED militärpolitische und nachrichtendienstliche Aufgaben. Im Parteisekretariat baute er eine geheime Abteilung auf, die zunächst seinen Namen trug. Seit 1948 firmierte sie als Abteilung Verkehr VK. In der Parteiführung der SED gehörte die Abteilung VK zum Bereich von Hermann Matern, Mitglied des Politbüros seit 1950. Mit dieser Abteilung organisierte Stahlmann unter anderem den illegalen Grenzverkehr zwischen SED und westdeutscher KPD einschließlich der Geldtransfers, organisierte bei Westreisen von Wilhelm Pieck und Otto Grotewohl deren Personenschutz. Im September 1952 wurde er als Nachfolger von Anton Ackermann für drei Monate amtierender Leiter des Instituts für wirtschaftswissenschaftliche Forschung (IWF), des Vorläufers der HVA. Ab Dezember 1952 war er unter Markus Wolf stellvertretender Leiter des Dienstes. 1960 ging er als Oberst in den Ruhestand.

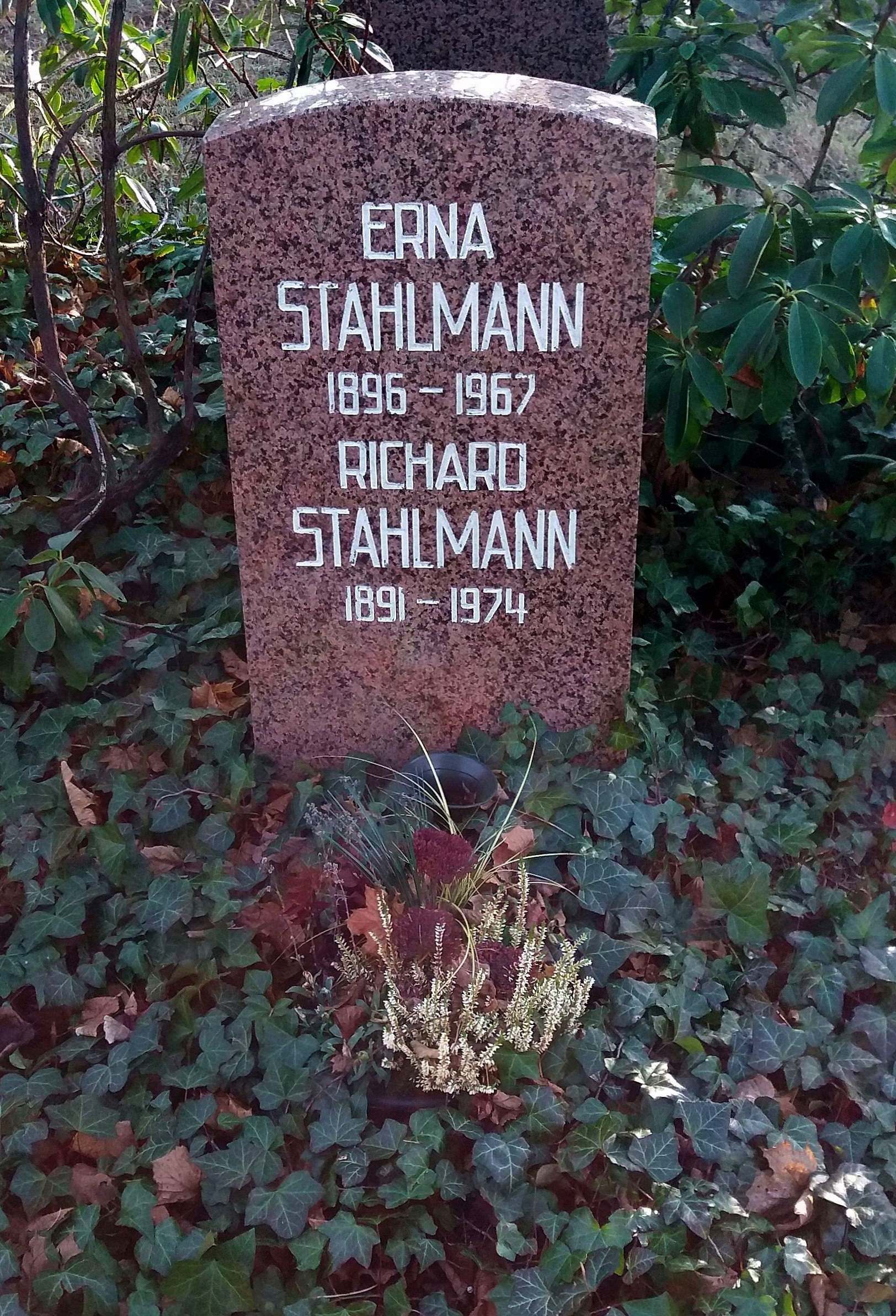
Grabstein auf dem Zentralfriedhof Friedrichsfelde, Pergolenweg

Stahlmann wurde mit mehreren Orden ausgezeichnet, unter anderem 1954 mit dem Vaterländischen Verdienstorden in Silber und 1966 mit dem Karl-Marx-Orden. Seine Urne wurde in der Grabanlage Pergolenweg des Berliner Zentralfriedhofs Friedrichsfelde beigesetzt.

## Nachleben
Stasiintern erschien 1986 in Leipzig die Schrift „Aus dem Leben eines Berufsrevolutionärs. Erinnerungen an Richard Stahlmann“, mit der Stahlmanns Verdienste um Partei und Staatssicherheitsdienst gewürdigt wurden. Mit dem Ende der DDR wurde die Schrift öffentlich zugänglich.
Peter Weiss gibt in der „Ästhetik des Widerstands“ ein ausführliches Porträt Stahlmanns. Stefan Heym machte Richard Stahlmann zum Vorbild seines in der DDR verbotenen Romans Collin.